# Natal da Aldeia Nova de São Bento
Natal da Aldeia Nova de São Bento é uma canção de Natal tradicional portuguesa originária da antiga freguesia de Aldeia Nova de São Bento, localidade eventualmente elevada a vila mas atualmente extinta e agrupada na União das Freguesias de Vila Nova de São Bento e Vale de Vargo.

## História

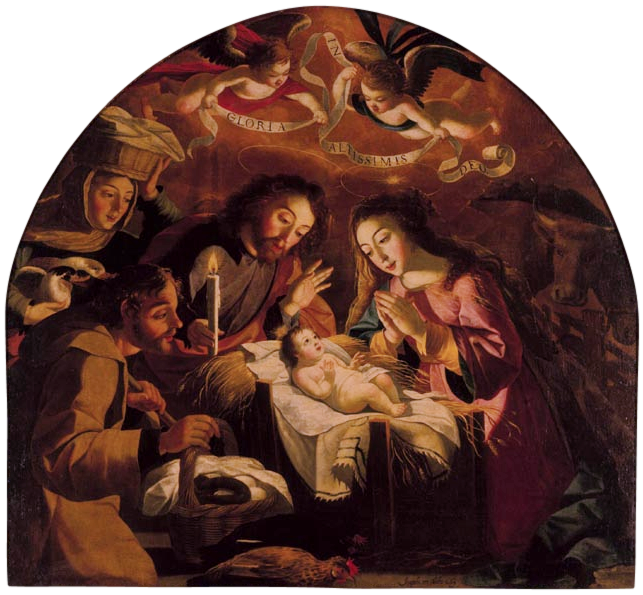
Josefa de Óbidos: Adoração dos Pastores (1669) no Museu Nacional de Arte Antiga.

O "Natal da Aldeia Nova de São Bento" foi composto, segundo o musicólogo português Mário de Sampayo Ribeiro, nos primeiros anos do século XVII uma vez que apresenta características comuns aos vilancicos barrocos.
A letra surge publicada pela primeira vez em 1899 na revista de etnografia portuguesa A Tradição, contudo, surge por equívoco acompanhada da partitura da canção ribatejana "O Menino está com frio".
O próprio Sampayo Ribeiro é o responsável pela harmonização mais conhecida desta obra popular.

## Letra
O tema da letra da canção é a adoração dos pastores. Os zagais discutem o que irão oferecer ao Menino Jesus no seu dialeto alentejano:

## Discografia
- 2011 — Canções de Natal Portuguesas. Coro Gulbenkian. Trem Azul. Faixa 13: "Natal da Aldeia Nova de S. Bento".[3]